# Linea M13 (metropolitana di Istanbul)
La linea M13 della metropolitana di Istanbul, ufficialmente denominata linea metropolitana M13 Yenidoğan - Söğütlüçeşme (in turco Yenidoğan - Söğütlüçeşme Metro Hattı), è una linea di trasporto rapido del sistema di metropolitane di Istanbul, in Turchia, attualmente in costruzione nella parte asiatica della città. Una volta completata, la linea avrà una lunghezza di 21,9 km fra le stazioni di Yenidoğan e Söğütlüçeşme, e sarà servita da 15 stazioni.

## Storia
La linea della metropolitana era stata inizialmente progettata come una diramazione della linea metropolitana M5 (Üsküdar - Çekmeköy), ma a causa di un'intensa domanda, si è deciso di trasformarla in una linea metropolitana separata estendendo il percorso in entrambe le direzioni. Attualmente è in costruzione la tratta con 6 stazioni tra Yenidogan ed Emek.
Questa sezione è lunga 10 km in totale ed è costruita dalla municipalità metropolitana di Istanbul. Il consorzio formato da Doğuş İnşaat, Özaltın Holding e Yapı Merkezi ha vinto la gara per la costruzione di questa tratta.
I lavori di costruzione sono stati interrotti perché non è stata rilasciata la necessaria approvazione del credito per la costruzione da parte della Presidenza dopo che questa non era stata inclusa nel programma di investimenti. Il motivo dell'esclusione è stato che "la linea non soddisfa il criterio di una domanda sufficiente di passeggeri". È stato precisato che per ottenere l'approvazione si farà nuovamente richiesta in occasione della costruzione della 2ª tratta, che è in fase di progettazione, e si cercherà così di superare il problema della insufficiente "domanda dei passeggeri". È stato annunciato che i lavori sulla linea ricominceranno quando sarà stata ricevuta l'approvazione del Ministero e saranno state fornite le risorse finanziarie necessarie.
Il 2 settembre 2022, Pelin Alpkökin, vicesegretario generale per i sistemi ferroviari della municipalità metropolitana di Istanbul, ha condiviso sul suo account Twitter la notizia che il progetto conoscitivo è stato aggiornato per essere esteso sino a Söğütlüçeşme in modo che la M13 possa raggiungere il limite orario di passeggeri richiesto. Con la nuova estensione la futura linea avrà adesso una lunghezza totale di 21,9 km.
Un piano per la costruzione della linea è stato nuovamente avviato nel giugno 2023, con l'inizio della costruzione della sezione tra Emek e Yenidoğan il 10 marzo 2024.